# Pokémon X und Y
Pokémon X und Pokémon Y (jap. ポケットモンスター X・Y, Poketto Monsutā Ekkusu & Wai) sind zwei Computer-Rollenspiele, welche von Game Freak entwickelt und von Nintendo veröffentlicht wurden. Sie erschienen weltweit am 12. Oktober 2013 und sind die ersten Pokémon-Spiele der sechsten Spielgeneration. Die größten Neuerungen gegenüber den Vorgängern sind dabei die Einführung der neuen Entwicklungsform Mega-Entwicklung und der Gebrauch von 3D-Modellen in Kämpfen sowie eine neue Spielansicht.
Pokémon X und Y erhielten positive Kritiken, welche vor allem die Weiterentwicklungen im Gameplay und die große Innovation, die diese in ihr Franchise brachten, lobten. Außerdem waren die Spiele ein großer kommerzieller Erfolg und konnten sich über 16 Millionen Mal verkaufen.

## Welt und Handlung
Pokémon X und Y spielen in der sternförmigen Kalos-Region, die auf Frankreich basiert. Viele Elemente wie zum Beispiel der Eiffelturm wurden in das Spiel übernommen. Die größte Stadt der Region, Illumina City, basiert hierbei auf Paris. Es ist das erste Mal, dass ein Spiel der Pokémon-Hauptserie in einer an Europa orientierten Region spielt.
In dem Spiel spielt man wie in Pokémon-Spielen üblich einen jungen Trainer, dessen Ziel es ist, eine Verbrecherorganisation zu bekämpfen und Pokémon-Liga-Champ zu werden, nachdem er in allen acht Pokémon-Arenen gewonnen hat. Die Rolle der Verbrecherorganisation nimmt dabei in diesem Spiel Team Flare ein, deren Chef Flordelis das Ziel hat, die Welt zu zerstören, um eine neue, bessere Welt aufzubauen. Das Spiel beginnt in der kleinen Stadt mit dem Namen Escissia, in die der Protagonist erst kürzlich umgezogen ist. Auch dessen Hauptrivale lebt dort. Nachdem man sich mit diesem und seinen vier weiteren Rivalen getroffen hat, wobei die anderen Rivalen nicht in Escissia leben, bekommt man von einem der Rivalen sein Starter-Pokémon und den Pokédex überreicht. Man kann dabei zwischen dem Feuer-Pokémon Fynx, dem Wasser-Pokémon Froxy und dem Pflanzen-Pokémon Igamaro wählen. Daraufhin bereisen der Protagonist und seine Rivalen die Kalos-Region. Dabei gewinnen sie schnell einige Orden und kommen schließlich in die größte Stadt der Kalos-Region, Illumina City, wo sie den Pokémon-Professor Platan kennenlernen. Dieser setzt außerdem dem Spieler erstmals nicht das primäre Ziel, seinen Pokédex zu vervollständigen. Nach einem Kampf gegen den Professor darf sich der Spieler eines der Starter-Pokémon aus der Kanto-Region aussuchen, wobei der Spieler zwischen Bisasam, einem Pokémon mit den Typen Pflanze und Gift, Glumanda, einem Pokémon vom Typ Feuer, und Schiggy, einem Pokémon vom Typ Wasser wählen kann.
Wenn man daraufhin weiter durch die Kalos-Region reist, trifft man schließlich auf die Verbrecherorganisation Team Flare. Daraufhin gewinnt der Protagonist weiterhin Arena-Orden und vereitelt immer wieder Pläne von Team Flare, wobei er auch auf einen Riesen mit dem Namen Azett trifft. Erst später erfährt der Spieler, dass Flordelis der Vorsitzende von Team Flare ist. Nach der siebten Pokémon-Arena bricht der Spieler in das Café Flordelis auf, wo sich dessen Labor befindet, kann jedoch nicht verhindern, dass die ultimative Waffe, die Flordelis nutzen will, um die Welt zu vernichten, aktiviert wird. Dort trifft der Spieler auch wieder auf den von Flordelis gefangen genommenen Azett, der dem Spieler erzählt, dass er selbst die ultimative Waffe geschaffen hat. Vor 3000 Jahren ist dieser König der Kalos-Region gewesen und hat eine Maschine gebaut, um Tote wieder zum Leben zu erwecken, nachdem sein geliebtes Pokémon in einem Krieg gefallen ist. Durch das Nutzen dieser Maschine habe er sie beide unsterblich gemacht. Daraufhin habe er die Maschine in die ultimative Waffe umgebaut, um damit den Krieg zu beenden. Davon schockiert verließ ihn daraufhin sein geliebtes Pokémon, nach welchem er jetzt schon 3000 Jahre sucht. Nun bricht der Spieler mit seinem Hauptrivalen zur Flare-Geheimbasis auf, um das Abfeuern der ultimativen Waffe zu verhindern, die mit der Energie des legendären Pokémon betrieben wird. In Pokémon X ist dies Xerneas, ein Feen-Pokémon, während in Pokémon Y Yveltal, ein Pokémon von den Typen Unlicht und Flug, diese Rolle einnimmt. Der Spieler kann dieses nun fangen und Flordelis besiegen, welcher sein Garados in die Mega-Form bringen kann. Die ultimative Waffe verliert hierdurch einen Großteil ihrer Energie. Trotzdem feuert Flordelis diese mit der verbleibenden Energie ab. Der Spieler und seine Rivalen können flüchten, während die ultimative Waffe durch ihren eigenen Einsatz zerstört wird. Es wird kein großer Schaden verursacht, doch das Schicksal von Flordelis bleibt im Dunkeln.
Nachdem der Protagonist Team Flare besiegt hat, gewinnt er den letzten Arena-Orden und fordert die Pokémon Liga heraus. Nachdem man den Liga-Champ, Diantha, besiegt hat, welche ihr Guardevoir in seine Mega-Form bringen kann, wird man vom Professor als Held der Kalos-Region geehrt. Dort fordert auch Azett einen zum Kampf heraus, wodurch dieser mit seiner Vergangenheit abschließen kann. Daraufhin kehrt sein geliebtes Pokémon wieder zurück. Dann endet die Handlung des Spiels und der Abspann beginnt.

## Gameplay und Neuerungen
In Pokémon X und Y hat sich die grundlegende Spielmechanik gegenüber den Vorgängern nicht verändert. So geht es weiterhin darum, Pokémon zu fangen und zu trainieren. Es wurden aber neben 72 neuen Pokémon auch eine neue Entwicklungsform für bereits voll entwickelte Pokémon mit dem Namen Mega-Entwicklung eingeführt. Diese dauert nur temporär während eines Kampfes an, wodurch bestimmte Statuswerte außer den KP temporär erhöht oder auch gesenkt werden. Hierfür benötigt der Trainer einen Mega-Ring und das Pokémon einen Mega-Stein. Sie kann unter anderem durch Pokémon wie Glurak, Mewtu, Lucario, Garados, Guardevoir und Knakrack durchgeführt werden. Zudem gibt es einige Pokémon, die sich durch neue Weisen weiterentwickeln. Zum Beispiel entwickelt Pam-Pam sich zu Pandagro, wenn er Level 32 erreicht und gleichzeitig ein Pokémon vom Typ Unlicht im Team ist. Das Pokémon Iscalar entwickelt sich nur zu Calamanero, wenn man das Nintendo-3DS-System bei einem Level-Up ab Level 30 umdreht. Außerdem wurde ein neuer Pokémon-Typ Fee eingeführt, der unter anderem immun gegen Angriffe des Typ Drache ist.
Die 2D-Sprites der Pokémon aus früheren Spielen wurden in diesem Spiel durch 3D-Modelle ersetzt, wodurch Kämpfe dynamischer gestaltet werden können. Ebenfalls gibt es eine neue Ansicht außerhalb von Kämpfen anstelle der Vogelperspektive, in der man seinen Charakter von schräg oben sieht. Auch seinen Charakter kann man in dieser Edition erstmals individuell gestalten. Das Spiel macht Gebrauch vom 3D-Effekt des 3DS, dieser funktioniert jedoch nur in Kämpfen und an einigen wenigen Orten wie Höhlen. Außerdem wurde mit PokéMonAmi eine Möglichkeit eingeführt, sich um seine Pokémon zu kümmern und diese zu pflegen. Evoli kann sich in Feelinara, ein neues Pokémon vom Typ Fee entwickeln, indem es ein bestimmtes Level an Zutrauen in PokéMonAmi erreicht.
Ein weiterer neuer Spielmechanismus ist der Himmelskampf. Ein Himmelskampf ist ein Pokémon-Kampf, der ausschließlich in der Luft ausgetragen wird. Nur fliegende und schwebende Pokémon können in einem Himmelskampf kämpfen.
Eine weitere Neuerung sind die Massenbegegnungen, die mit dieser Generation eingeführt wurden. Massbegegnungen sind eine neue Art von Kämpfen, in denen man gegen eine Horde von fünf Pokémon gleichzeitig kämpfen muss. Das Besondere an den Pokémon in Massenbegegnungen ist, dass manche von ihnen eine versteckte Fähigkeit besitzen.
Als weiteres Fortbewegungsmittel, zusätzlich zu den Turbotretern und dem Fahrrad, wurden erstmals Rollerskates eingeführt. Außerdem kann man auf bestimmten Pokémon reiten, um ansonsten unerreichbare Gebiete zu erreichen.

### Player Search System
Das Player Search System (jap. プレイヤーサーチシステム), oder PSS ist ein neues Feature, das in der sechsten Generation mit den Spielen Pokémon X und Pokémon Y eingeführt wurde. Das PSS unterteilt andere Spieler in drei Kategorien: Freunde, Bekannte, und Passanten. In der Freundesliste tauchen Spieler auf, die im Nintendo-3DS-System als Freunde registriert sind, Passanten sind zufällige Spieler, die gerade online oder in der Nähe sind. Sobald man mit einem Passanten interagiert hat, zum Beispiel einen Pokémon-Kampf oder einen Tausch durchgeführt hat, wird dieser in der Liste der Bekannten aufgeführt.
Das PSS erlaubt es Spielern anderen Spielern, die gerade online sind, eine Einladung für einen Kampf, Tausch, oder Chat zu schicken. Außerdem kann man sich ein kurzes Video über den Spieler, die sogenannte Trainer-Promo ansehen. Es ist auch möglich, anderen Spielern O-Kräfte zukommen zu lassen. O-Kräfte erleichtern dem Spieler bestimmte Aktivitäten, zum Beispiel Pokémon-Eier auszubrüten, Pokémon zu trainieren oder andere Vorteile im Kampf und in anderen Situationen zu erhalten.
Über das PSS haben Spieler Zugriff die Global Trade Station, welche in der vierten Generation eingeführt wurde. In der Global Trade Station haben Spieler die Möglichkeit eines ihrer Pokémon für ein bestimmtes anderes Pokémon zum Tausch anzubieten oder Tauschangebote von anderen Spielern anzusehen und zu akzeptieren. In den Vorgängerspielen war es nur möglich, auf die Global Trade Station zuzugreifen, wenn man an einem bestimmten Ort im Spiel ist. In Pokémon X und Pokémon Y ist dies zum ersten Mal überall im Spiel möglich.
Mit dem Glückssignal des PSS kann man eine Nachricht schreiben, welche für Freunde und andere Spieler sichtbar ist, die gerade online sind. Im Holo-Log kann man sich Neuigkeiten vom offiziellen Pokémon Global Link ansehen. Der Holo-Log wird auch dafür genutzt, um mit anderen computergesteuerten Charakteren im Spiel zu telefonieren.
Eine weitere Funktion des PSS ist der Zugriff auf die Kampf-Plaza. In der Kampf-Plaza kann man in Zufallsmatches gegen andere Spieler weltweit kämpfen. Dabei kann man entweder im Freien Kampf oder in bewerteten Kämpfen in den verschiedenen Kampfarten antreten. Man kann bewertete Kämpfe spielen, um in der Trainerrangliste des Pokémon Global Link aufzusteigen.
Ein weiterer Spielmodus ist das Online-Turnier. Es finden regelmäßig Turniere statt, normalerweise haben diese ein bestimmtes Thema. Das heißt, dass das Pokémon-Team des Spielers, welches er zum Turnier anmeldet bestimmte Bedingungen erfüllen muss, um teilnehmen zu dürfen.
Eine weitere Funktion des PSS ist der Wundertausch, bei dem ein Spieler ein Pokémon zum Tausch anbietet, und dafür direkt ein Pokémon von einem zufälligen Trainer erhält. Der Spieler weiß vorher nicht, welches Pokémon er bekommt, deshalb beinhaltet die Benutzung des Wundertausch ein gewisses Risiko.

## Entwicklung und Veröffentlichung
Pokémon X und Y wurden erstmals am 8. Januar 2013 in einer besonderen Nintendo Direct mit den ersten Spielszenen angekündigt.
Sie sind die ersten Spiele der Hauptserie, die fast vollständig 3D-Grafiken verwenden. Nintendo kündigte an, mit diesem Spiel erstmals ein Pokémon-Spiel gleichzeitig in den USA, in Japan, in Australien und in Europa zu veröffentlichen.

### Veröffentlichung
Pokémon X und Y wurden weltweit am 12. Oktober 2013 veröffentlicht. Somit sind sie die ersten Spiele von Nintendo im Einzelhandel, die in allen Regionen gleichzeitig erschienen.
Gleichzeitig mit der Veröffentlichung erhielten Spieler die Möglichkeit ein besonderes Flemmli herunterzuladen. Dieses Flemmli hat die Fähigkeit Temposchub und hält als Item den exklusiven Lohgocknit. Der Lohgocknit wird benötigt um Flemmli in seiner höchsten Entwicklungsstufe von Lohgock zu Mega-Lohgock zu entwickeln. Diese Aktion war verfügbar im Zeitraum vom 12. Oktober 2013 bis zum 15. Januar 2014.

### Updates
Um einen Glitch zu beheben, der einen schwerwiegenden Speicherfehler in Illumina City auslöste, wurde bereits am 25. Oktober 2013 ein Update auf die Version Pokémon X/Y 1.1 veröffentlicht.
Dieses Update behebt den Fehler und repariert die Speicherdaten. Es wurde über den Nintendo eShop veröffentlicht. Ein zweites Update auf die Version 1.2, welches am 12. Dezember 2013 veröffentlicht wurde und ebenfalls über den Nintendo eShop erhältlich ist, behebt einen Fehler beim Benutzen des Wundertausches, welcher darin besteht, dass Pokémon während durch Entwicklung durch Wundertausch keine neuen Attacken lernen können, sowie weitere kleine Fehler. Am 29. Oktober 2014 wurde über den Nintendo eShop ein weiteres Update auf die Version 1.3 veröffentlicht, das Anzeigefehler bei den Pokébällen behebt und einige kleinere Fehler ausbessert. Auch am 2. April 2015 wurde wiederum ein Update auf die Version 1.4 veröffentlicht, das einige noch unbekannte Fehler beheben soll. Am 23. April wurde ein weiterer Patch auf die Version 1.5 veröffentlicht, dessen genaue Auswirkungen ebenfalls noch unbekannt sind. Alle Patches werden benötigt, um die Online-Funktionalitäten des Spieles weiterhin benutzen zu können.

## Rezeption
Pokémon X und Y haben viele positive Bewertungen erhalten. So hatte Pokémon X bei GameRankings eine durchschnittliche Bewertung von 87,26 % und bei Metacritic ebenfalls einen Metascore von 87/100, Pokémon Y hingegen hatte bei GameRankings eine durchschnittliche Bewertung von 87,89 % und bei Metacritic einen Metascore von 88/100.

### Verkaufszahlen
So wurden in den ersten zwei Tagen bereits etwa 4 Millionen Exemplare verkauft. Damit brachen sie den Rekord von Pokémon Schwarz und Weiß als in diesem Zeitraum meistverkauften Spiele der Pokémon-Hauptreihe. Am 7. April 2014 gab The Pokémon Company bekannt, dass Pokémon X und Pokémon Y sich über 12 Millionen Mal verkauften. Zusammen waren die Spiele von diesem Punkt an das am meisten verkaufte Nintendo-3DS-Spiel, bis sie von im Jahr 2018 von Mario Kart 7 überholt wurden.
Bis zum 30. September 2024 konnten sich die Spiele 16,76 Millionen Mal verkaufen.